# 松ヶ崎通
松ヶ崎通（まつがさきどおり）は、京都市左京区にある南北の通りの一つである。
北は北山通、南は北大路通を通って下鴨地区を斜めに通り、下鴨西通を終点とする。

## 概要
古くは岩倉地区から狐坂を通って下鴨地区を結ぶ八丁街道と呼ばれており、もう一つ東にある現在の京都工芸繊維大学や松ヶ崎浄水場沿いの道を通っていたが、周辺の区画整理に伴い北大路通から直進の道に改められた。
そのため北大路通から北山通までは、バスの通行が出来る大きな道であるが、北大路通から南の道は古い街道の面影を残しており、かつては下鴨地区の中心であった。

## 沿道の主な施設
- 京都市営地下鉄烏丸線 - 松ヶ崎駅
- 左京区総合庁舎